# Torsås
Torsås – miejscowość (tätort) w Szwecji, w regionie administracyjnym (län) Kalmar, siedziba gminy Torsås.
Według danych Szwedzkiego Urzędu Statystycznego liczba ludności wyniosła: 2000 (31 grudnia 2015), 2058 (31 grudnia 2018) i 2034 (31 grudnia 2019).
Stąd kursują dziennie autobusy do Kalmaru oraz Karlskrony.